# The Vancouver Asahi
Pour plus de détails, voir Fiche technique et Distribution.
The Vancouver Asahi (バンクーバーの, 朝日, Bankūbā no asahi) est un film japonais réalisé par Yūya Ishii, sorti le 20 décembre 2014. Mettant en vedette Satoshi Tsumabuki et Kazuya Kamenashi, le film est campé dans le Canada des années 1930, plus précisément à Vancouver, et raconte la vie des immigrants japonais et du club Asahi, une équipe de baseball formée par de Nippo-canadiens.
Le film remporte le prix du public au Festival international du film de Vancouver en 2014, où il est présenté en première mondiale.
Bien que l'action du film se déroule à Vancouver, les scènes sont tournées au Japon.

## Fiche technique
- Photographie : Ryūto Kondō